# Девушка в розовом трико
«Девушка в розовом трико» (англ. The Girl in Pink Tights) — американский бродвейский комедийный мюзикл. Открылся на Бродвее 5 марта 1954 года в Театре Марка Хеллингера, где было показано в общей сложности 115 шоу, пока он не был закрыт 12 июня 1954 года по причине низкой посещаемости.
Продюсером и постановщиком выступил Шепард Траубе, хореографию поставила Агнес Де Милль, за декорации и свет отвечал Элдон Элдер, костюмы дизайнера Майлза Уайта, дирижировал музыкальный руководитель Сильван Левин. Музыкальная книга выполнена Джеромом Ходоровым и Джозефом Филдсом.
Актёрский состав возглавляли Чарльз Голднер в роли маэстро Галло, Зизи Жанмер в роли Лизетт Жерве, Дэвид Аткинсон в роли Клайда Халлама, Александр Калюжный в роли Володи Кузенцова, Бренда Льюис в роли Лотты Лесли, Роберт Смит в роли Ван Бойрена и Дэвид Эйкен в роли Эддингтона.

## Сюжет
В начале пьесы действие происходит в Нью-Йорке сразу после окончания Гражданской войны. Жители города в восторге от обещанного открытия конкурса в французскую балетную труппу в Музыкальной академии, но Лотту Лесли это не очень то радует: балет открывается прямо через дорогу от сада Нибло, которым она управляет, а для конкурса у неё есть только жуткая мелодрама под названием «Дик-отступник». Пьеса была написана Клайдом Халламом, ветераном войны. Когда в академию прибывает балетная труппа во главе с Лизетт Жерве и маэстро Галло, Клайд сразу же влюбляется в Лизетт. Маэстро начинает флиртовать с Лизетт заверяя, что несмотря на то, что его девушки выступают в трико, они не вульгарны, а наоборот, очень даже хрупкие барышни.
Клайд и Лизетт обнаруживают, что путь истинной любви далеко не гладок, спорят и мирятся, и даже посещают Бэттери-парк, чтобы прокатиться на новой надземной железной дороге, во время которой они решают, что нет ничего слаще, чем быть в Париже и любить. Маэстро, однако, чувствует, что Лизетт совершает ошибку, отдавая свое сердце любви, и что ей следует сосредоточиться на своей карьере танцовщицы: когда ей исполнится пятьдесят, у неё ещё останется время на любовь.
Лизетт ускользает с репетиции, чтобы посмотреть показ пьесы Клайда через дорогу, а Лотта предупреждает о риске театральной постановки. Приходит маэстро и приказывает Лизетт вернуться на свою репетицию, и она неохотно уходит. На репетиции балета Маэстро экспериментирует с несколькими необычными сценическими эффектами, в результате чего случается взрыв и в Академии начинается пожар. Прибывает пожарная часть, но они никак не могут потушить пожар и спасти здание. Лизетт, запертая в своей комнате, рискует сгореть заживо, но Клайд поднимается по лестнице и спасает её.
Теперь, лишившаяся своего театра и средств к существованию балетная труппа вынуждена вернуться во Францию. Клайд приходит попрощаться с Лизетт на причале, но прежде чем труппа успевает уйти, появляется Лотта с новостями о том, что она убедила некого горожанина профинансировать её новую идею: объединение балетной труппы с Мелодрамой Клайда, на которую она поначалу возлагала очень смутные надежды. Лотта уверяет, что это будет нечто совершенно новое в театре и точно завоюет успех. Маэстро соглашается, и все решаются на этот эксперимент. Репетиции проходят с большими трудностями, поскольку Клайд в истинном авторском стиле возмущается любыми изменениями в своей рукописи; Маэстро Галло предлагает объединить драму Клайда с легендой о Фаусте. Почти единственные люди, которые сходятся во взглядах, это Лотта и маэстро, а Лизетт и Клайд постоянно спорят о том, что важнее: пьеса или балет. Наконец, Лизетт в приступе гнева уходит на свидание с первым встречным в отель Brevoort. Клайд в ярости врывается в номер, но его сразу же сбивает с ног первый удар соперника, и Лизетт убегает.
Преодолевая гордость, Клайд с синяком под глазом всё же приходит на премьеру в театр как раз к спектаклю, и к большому счастью он продолжается с огромным успехом, который, естественно, решает все проблемы труппы. В спектакле присутствует блестяще-дурацкий финал, включающий в себя формальный французский сад времен кардинала Ришельё, обрывки легенды о Фаусте, балет с участием летучих мышей и разношёрстная мелодрама Клайда. Присутствуют также ракеты, вертушки, развевающийся американский флаг и Лизетт, одетая в трико и кепку времен Гражданской войны.

## Список музыкальных номеров
| Первый акт - Overture (Увертюра) - That Naughty Show (Это озорное шоу) - Lost in Loveliness (Потерялся в красоте) - I Promised Their Mothers (Я обещал их мамам) - Up in the Elevated Railway (В надземной железной дороге) - In Paris and in Love (В Париже и влюблена) - You’ve Got to Be a Little Crazy (Ты должен быть немного сумасшедшим) - When I am Free to Love (Когда я свободна для любви) - Pas de Deux (Па-де-де) - Out of the Way! (С дороги!) - Roll Out the Hose, Boys (Раскатывайте шланг, мальчики) - Finale (Финал) | Второй акт - My Heart Won’t Say Goodbye (Моё сердце не скажет прощай) - We’re All in the Same Boat (Мы все в одной лодке) - Bacchanale (Бахчанле) - Love Is the Funniest Thing (Любовь это самая смешная штука) - The Cardinal’s Guard Are We (Страж кардинала — это мы) - Grand Imperial Ballet (Большой Императорский балет) - Going To The Devil (Иду к дьяволу) - Финал (Финал) |